# Aldar Headquarters
Aldar Headquarters, también conocida como el coin building es un rascacielos circular en Abu Dhabi, la capital de los Emiratos Árabes Unidos; el edificio circular más alto de su tipo en el mundo y el primero en el Medio Oriente .
El edificio, ubicado en la  zona de Al Raha de Abu Dhabi, se completó en 2010, mide 110,03 metros de altura, tiene 23 pisos y es uno de los edificios más altos de la ciudad. Es el primer rascacielos del mundo de este tipo de forma circular.
El edificio es la sede de la empresa emiratí Aldar Properties.

## La proporción áurea, construcción y equipamiento

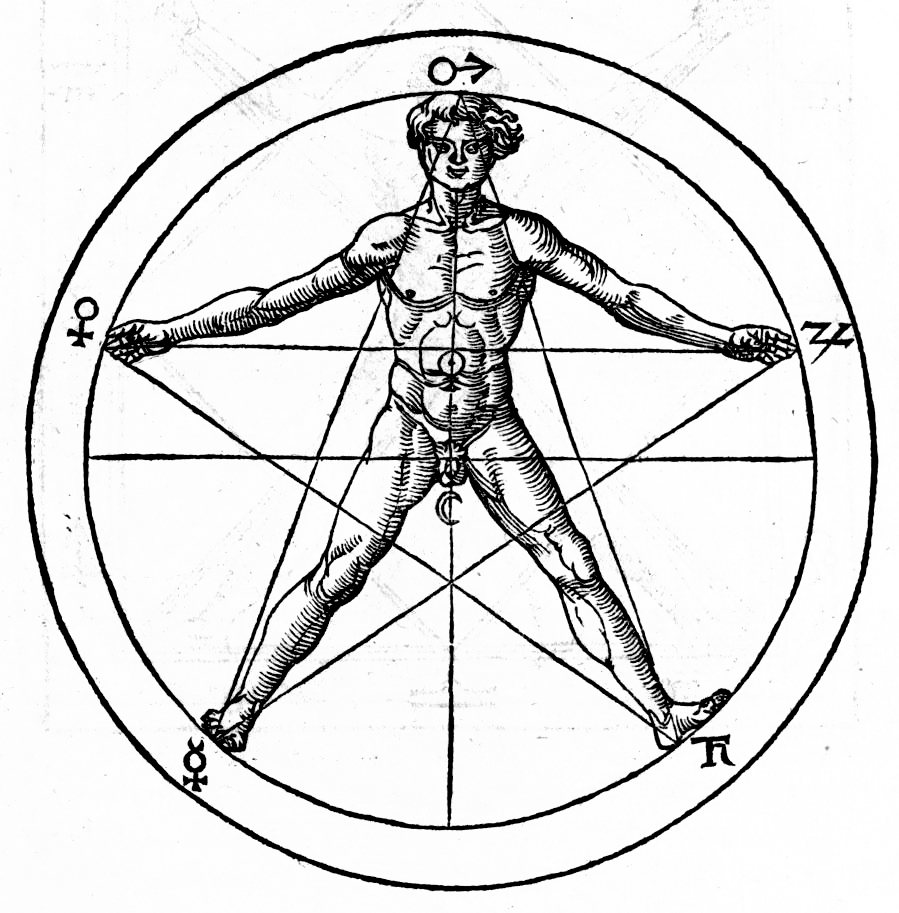
Imagen del cuerpo humano según Henry Cornelius Agrippa. Los puntos de apoyo del edificio se calculan según la regla de la proporción áurea y corresponden a los puntos de contacto de la línea perimetral con las esquinas inferiores del pentagrama.

Según la intención de los arquitectos, la imagen de un edificio ubicado a la orilla del mar debe estar en armonía con el entorno. La imagen de una concha marina se utilizó como base del proyecto. El rascacielos consta de dos partes, dobladas hacia afuera. En este caso, no se utilizó ni un elemento de vidrio curvado para lograr el efecto convexo. Una superficie convexa se obtiene uniendo de cierta manera las secciones en la forma: / \. Para determinar los puntos de contacto con el suelo se utilizó el principio de proporción áurea, que asegura una alta estabilidad de la estructura.
La forma del edificio también se obtuvo mediante el uso de la tecnología de sección transversal estructural de una malla de acero. Hay dos soportes de hormigón en el medio del edificio, solo se utilizan estructuras de acero en el marco exterior.
Durante la construcción de la estructura, se encontraron numerosos problemas, como golpes de agua subterránea (el rascacielos se erige en una parcela artificial) y fuertes cargas de viento debido a la gran área del edificio.
Se prestó especial atención al uso de tecnologías respetuosas con el medio ambiente y de eficiencia energética. En los materiales de construcción se utilizan materias primas reciclables y el ahorro de electricidad se consigue gracias al uso eficaz de la iluminación natural. De acuerdo con los estándares de eficiencia energética LEED, el rascacielos recibió un certificado de plata. El edificio también está equipado con innovaciones como un sistema de suministro de agua artificial y un sistema de vacío subterráneo para la recolección automática de basura.
Hay un total de 20 ascensores en el edificio:
- 12 ascensores de pasajeros
- 2 ascensores de servicio
- 3 ascensores de uso general
- 1 gato hidráulico circular
- 2 elevadores manuales

## Premio
En 2008, el diseño constructivo de este edificio fue nombrado "mejor proyecto futurista" en la conferencia BEX de Valencia.

## Mega estructuras
El diseño y construcción del edificio se pueden ver en un capítulo de la serie Mega estructuras de National Geographic Channel